# Museo de Arte Popular
Le Museo de Arte Popular (MAP) de Mexico est un musée d'art populaire, c'est-à-dire un musée exposant des œuvres remarquables d'artisans qui reflètent une culture populaire accessible à tous sans nécessiter de connaissances culturelles approfondies.
Il a ouvert ses portes le 28 février 2006 grâce à l’appui du gouvernement de Mexico, du Conseil national pour la culture et les arts (CONACULTA), du Fideicomiso du Centre Historique, de l’association Populart, et de l’Association des Amis du Musée d’Art Populaire.

## Le bâtiment
Le bâtiment du MAP a été construit en 1928 par l’architecte Vicente Mendiola à la place d'un hospice et d'une école. Il est de style art déco. Il a hébergé dans un premier temps une caserne de police et de pompiers, puis à partir de 1957 les bureaux de la trésorerie, remplacés en 1980 par le Secrétariat de la marine.
Lors du tremblement de terre de 1985, le bâtiment fut sévèrement endommagé et il fut abandonné jusqu'à sa réhabilitation en 1998. Il fut alors choisi pour recevoir la collection du Musée d’Art Populaire. Les travaux de remodelage et de conditionnement[Quoi ?] débutèrent le 3 juillet 2003 sous la direction de l’architecte Teodoro González de Léon.

## Contenu du musée

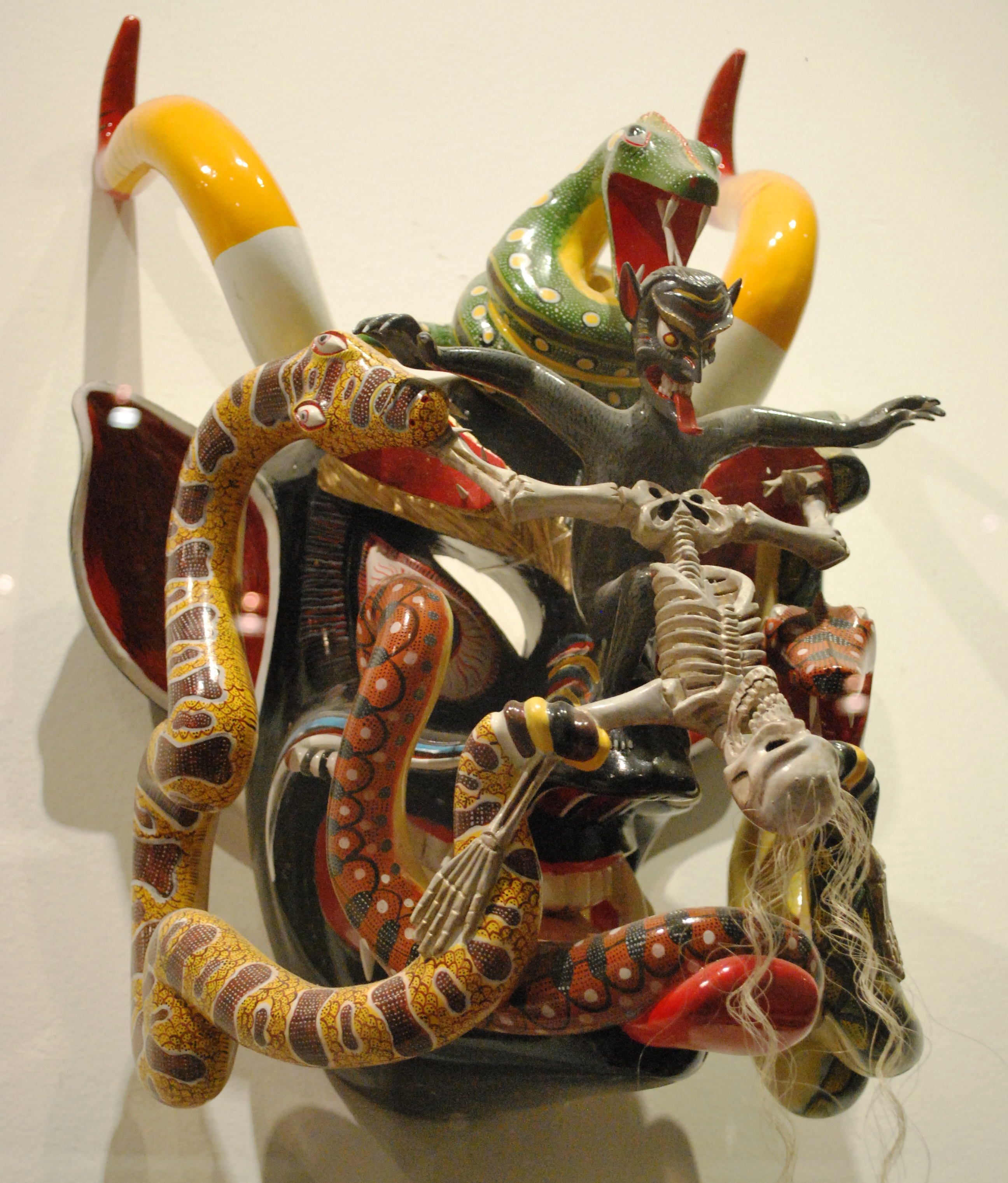
Masque de démon avec serpents, art du Michoacan.

Au Mexique, l’art populaire occupe environ 8 millions d’artisans. Chaque région du pays a ses richesses et ses traditions, ce qui contribue à la grandeur de l’art populaire mexicain. Les trente et un États de la république sont représentés au MAP. Certains objets de la collection datent de l’époque préhispanique, d’autres sont contemporains.
Poterie, argent, bois, verre, carton, papier, pâte de sucre... le musée compte 2600 pièces qui témoignent de la créativité et de l’ingéniosité des artisans mexicains. 1000 pièces sont exhibées dans cinq grandes salles qui illustrent les thèmes suivants :
- le fantastique (alebrijes, sirènes, diables, etc.) ;
- les racines de l’art populaire (mural de Covarrubias : Mexico et ses richesses naturelles, etc.) ;
- le quotidien (jouets, vêtements, ustensiles de cuisine, etc.) ;
- le sacré (catrinas, masques, ex-voto, etc.) ;
- et une salle est consacrée aux expositions temporaires.

Le musée compte aussi trois petites salles : les pièces du XXe siècle, la pièce du mois et la salle informatique.

## Les services du musée

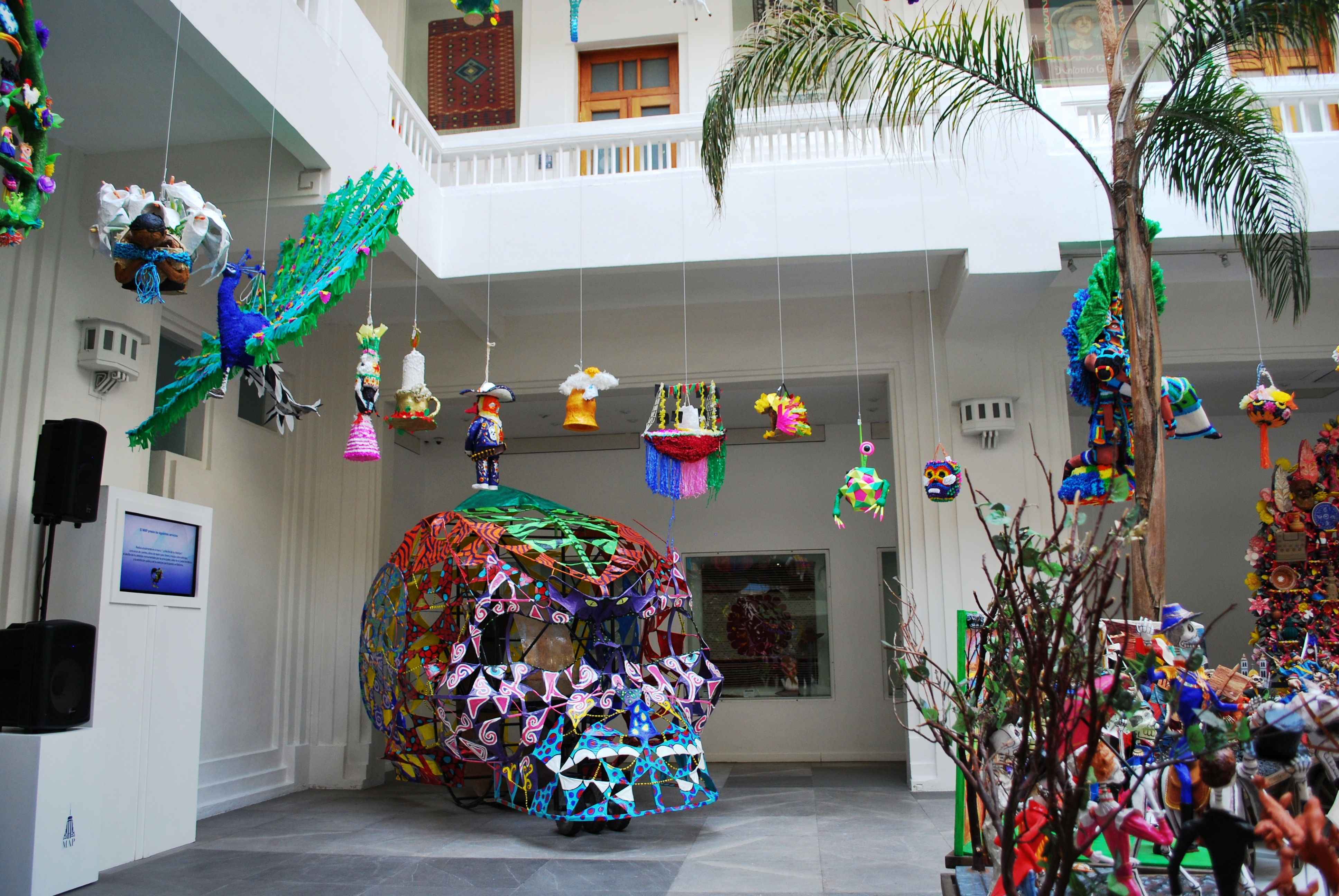
Un coin de la cour intérieure.

Le musée offre les services suivants :
- la boutique du musée, où plus de 200 artisans commercialisent leur travail (livres, répliques, habits, écharpes, sacs, bijoux...), tous les états mexicains y sont représentés ;
- un centre de documentation sur l’art populaire (à venir) dédié aux chercheurs, aux professeurs, aux élèves et au public en général ;
- des visites guidées ;
- des ateliers d’artisanat pour les enfants accompagnés de leurs parents ;
- une caféteria.